# Анемометр Фусса

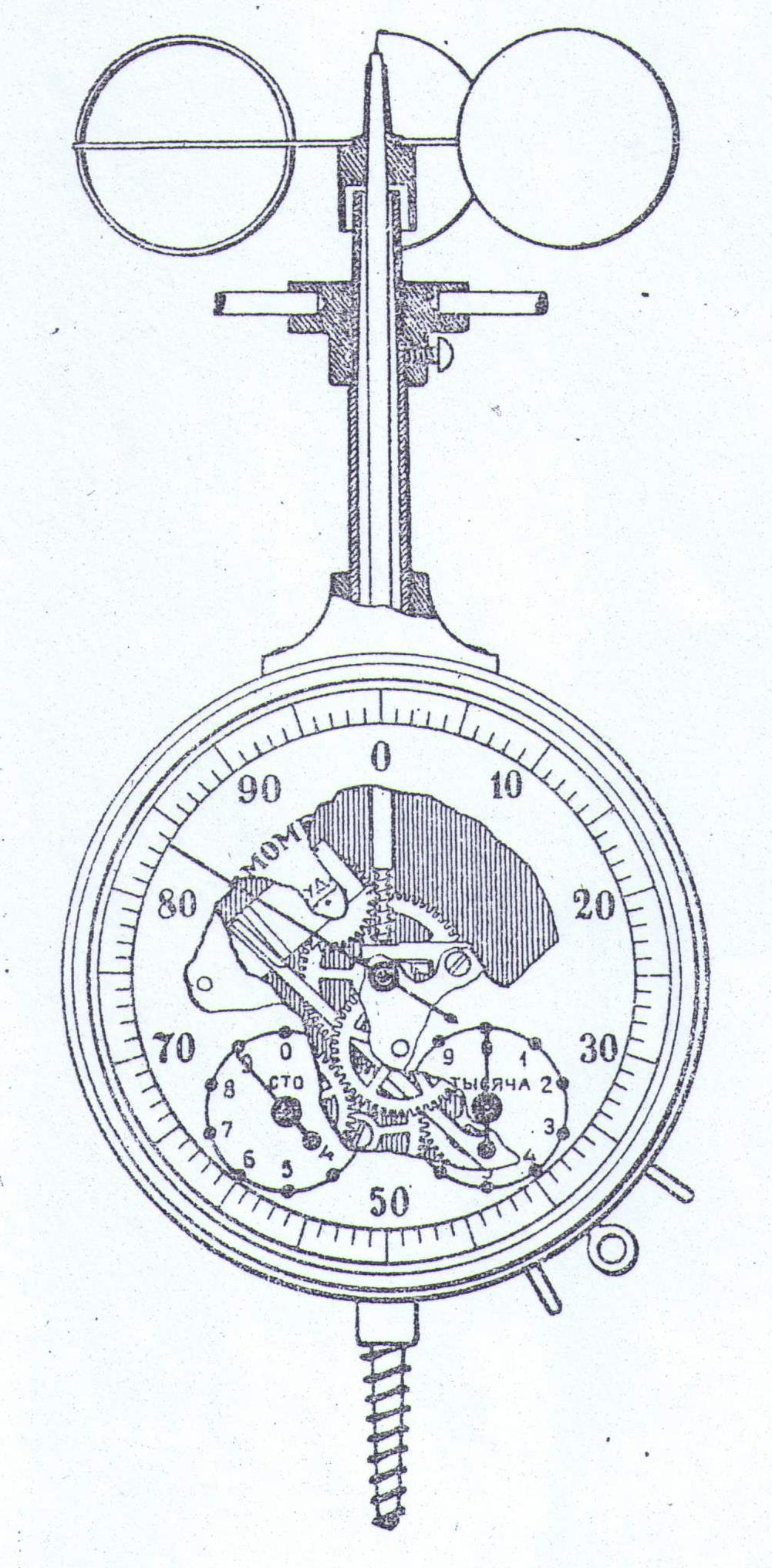
Анемометр Фусса (ручной)

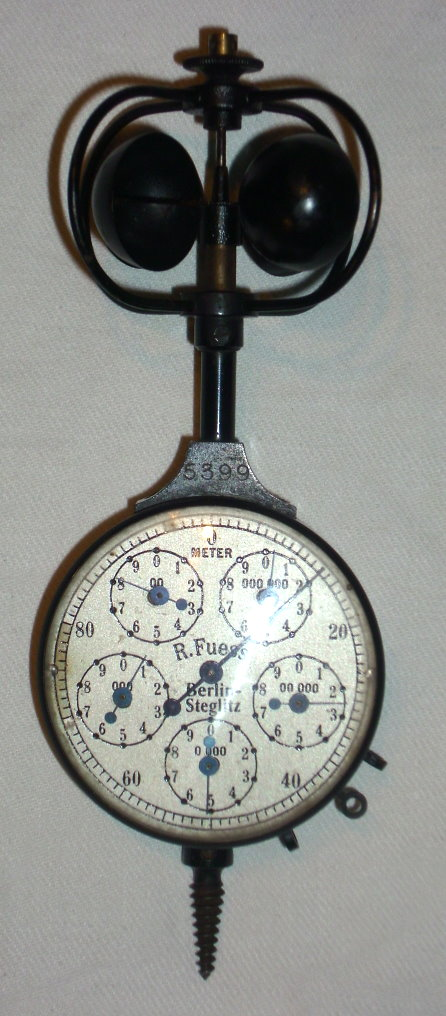
Чашечный анемотр Р. Фусса, Берлин-Штеглиц, Германия

Анемометр Фусса (ручной) служит для определения скорости ветра в условиях метеорологической службы, а также может быть использован при измерениях скоростей воздушных потоков в аэродинамических и промышленных установках.
Анемометр является весьма точным прибором (даёт возможность измерить среднюю скорость ветра с точностью до 0,01 м/с). Используется как в гражданских, так и в военных метеорологических службах.
По своей конструкции этот прибор весьма портативен, но хрупок. При работе, хранении и переноске требует особенной осторожности, в частности по отношению к его вращающейся крестовине с полушариями и к той оси, на которую насажена эта крестовина. Даже при небольших ударах по прибору у него легко ломаются концы вертикальной оси, а также прогибаются концы крестовины (нарушается центровка) и отламываются от этих концов полушария.

## Устройство прибора
Приёмной частью прибора является крестовина с полушариями, легко вращающаяся на вертикальной оси.
Нижний конец оси соединён с помощью червячной передачи с колёсным механизмом, передающим движение на стрелки. Соответственно расположению зубчатых колёс, на циферблате имеются три стрелки со шкалами единиц, сотен и тысяч оборотов.
Включение и выключение механизма производится при помощи специального арретира.
Корпус анемометра имеет в нижней части конусный винт, для крепления прибора на деревянной стойке.
Пределы измерений анемометра от 1 до 20 м/с.
Габарит прибора 60х60х170 мм.
Общий вес прибора не превышает 0,25 кг.
Практическая погрешность при определении скорости воздушного потока по анемометру не превышает 0,2 м/с.
Прибор хранится в специальном (стандартном) дубовом футляре с мягкой подстилкой. Футляр следует оберегать от сырости (может расклеиться). Ремонт анемометра в полевых условиях невозможен.
На 2021 год в Российской Федерации чашечные анемометры изготавливаются, принимаются и испытываются в соответствии с ГОСТ 6376-74, в котором описываются основные требования к прибору, диапазон и точность измерений, программа и требуемые от приборов показатели при проведении испытаний.

## Работа с анемометром Фусса

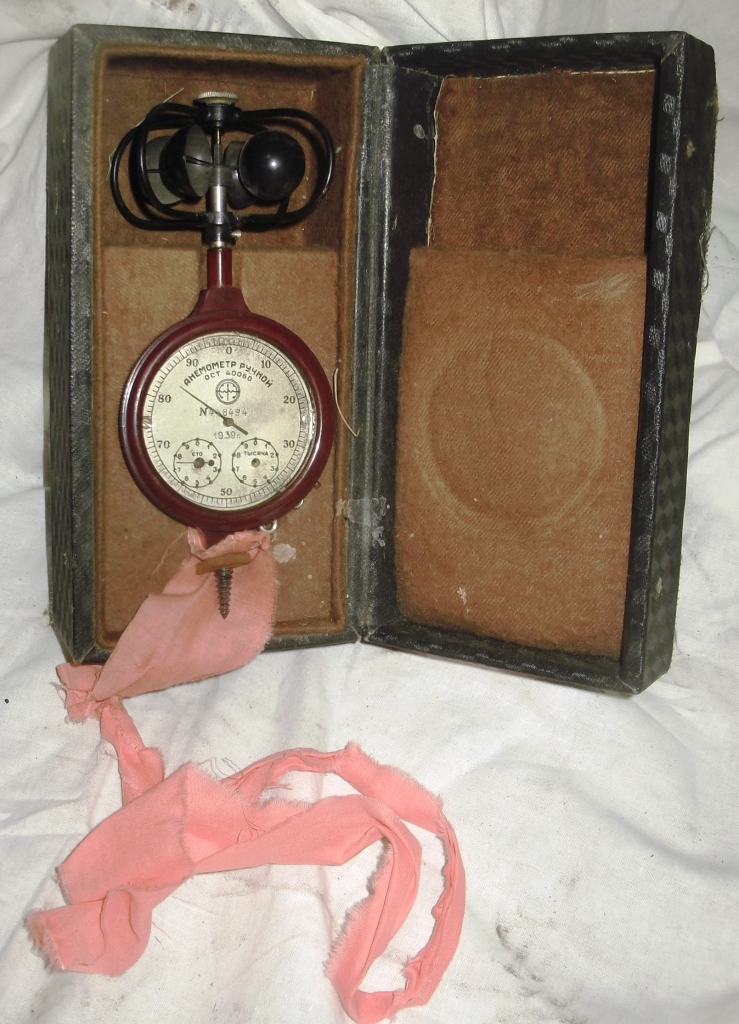
Анемометр ручной в футляре с вымпелом из батиста

Перед работой анемометр должен быть тщательно проверен и настроен. В частности должна быть отрегулировано крепление оси: ось не должна болтаться (не обеспечивается правильная передача вращения на механизм) и не должна быть слишком туго затянута (крестовина вращается туго, не реагирует на лёгкий ветер скоростью 1-2 м/с). Для проверки можно слабо подуть на крестовину с полушариями — она должна легко вращаться, даже от лёгкого дуновения.

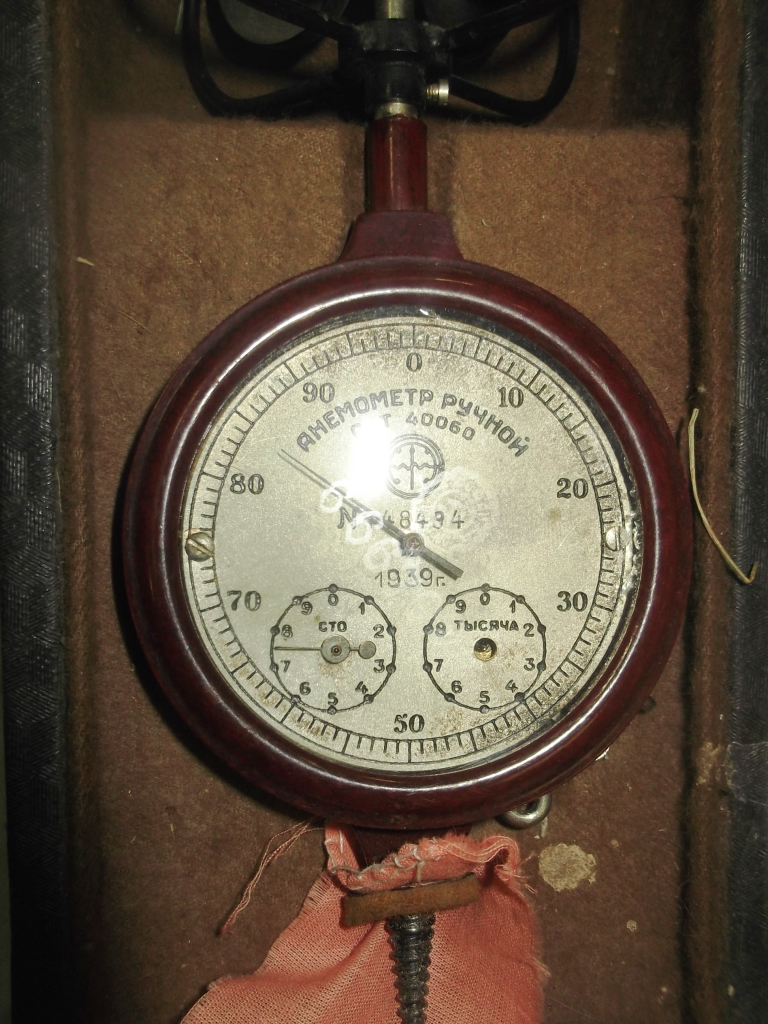
Анемометр Фусса, 1939 г. На стекле видно клеймо поверочного учреждения. Одна стрелка отсутствует.

1) Записать (для памяти) показания всех стрелок на циферблате перед пуском его в работу.
2) Чтобы пустить анемометр в работу, надо положить большой палец правой руки на арретир прибора, а в лесой руке держать часы и наблюдать за секундной стрелкой на них. Когда стрелка подойдёт к желаемому для наблюдателя делению, то одновременно с этим нажимается пальцем правой руки арретир прибора вверх (происходит шестерен внутри прибора) — анемометр пущен в работу. Большая стрелка анемометр при этом будет заметно передвигаться по своей шкале.
3) После пуска анемометра наблюдатель в течение 60-70 секунд наблюдает за движениями вымпела, находясь лицом против развевающегося конца этого вымпела, то есть он смотрит на вымпел не сбоку, а вдоль его направления. Установив, между какими румбами колеблется вымпел, записывает направление откуда дует ветер (а не куда дует) в румбах.
4) Как только секундная стрелка часов пройдёт расстояние на циферблате, равное 100 секундам, в это же время надо нажать арретир анемометра вниз — прибор выключается с рабочего хода — и записать положение стрелок на циферблате.
5) Вычислить скорость ветра с точностью до 0,1 м/с. К анемометру Фусса всегда прилагается аттестат (отзыв бюро поверки о точности работы), в котором даны поправки, необходимые для введения в вычисления скорости ветра при работе с анемометром.
Счёт оборотов на анемометре является «сквозным» и фактически бесконечным, как у обычных часов. При измерении определяется только то, сколько оборотов сделала ось с полушариями за некоторое время (для простоты расчётов выбирается 100 секунд, но фактически временной отрезок может быть любым достаточным для корректных измерений).
Скорость ветра в м/с равна количеству оборотов, разделённых на количество секунд (то есть оборотов анемометра в секунду, взятых за некоторый, достаточно продолжительный отрезок времени). Например, если за 100 секунд, анемометр отсчитал 200 оборотов, то скорость ветра равна 2 м/с.

## Галерея

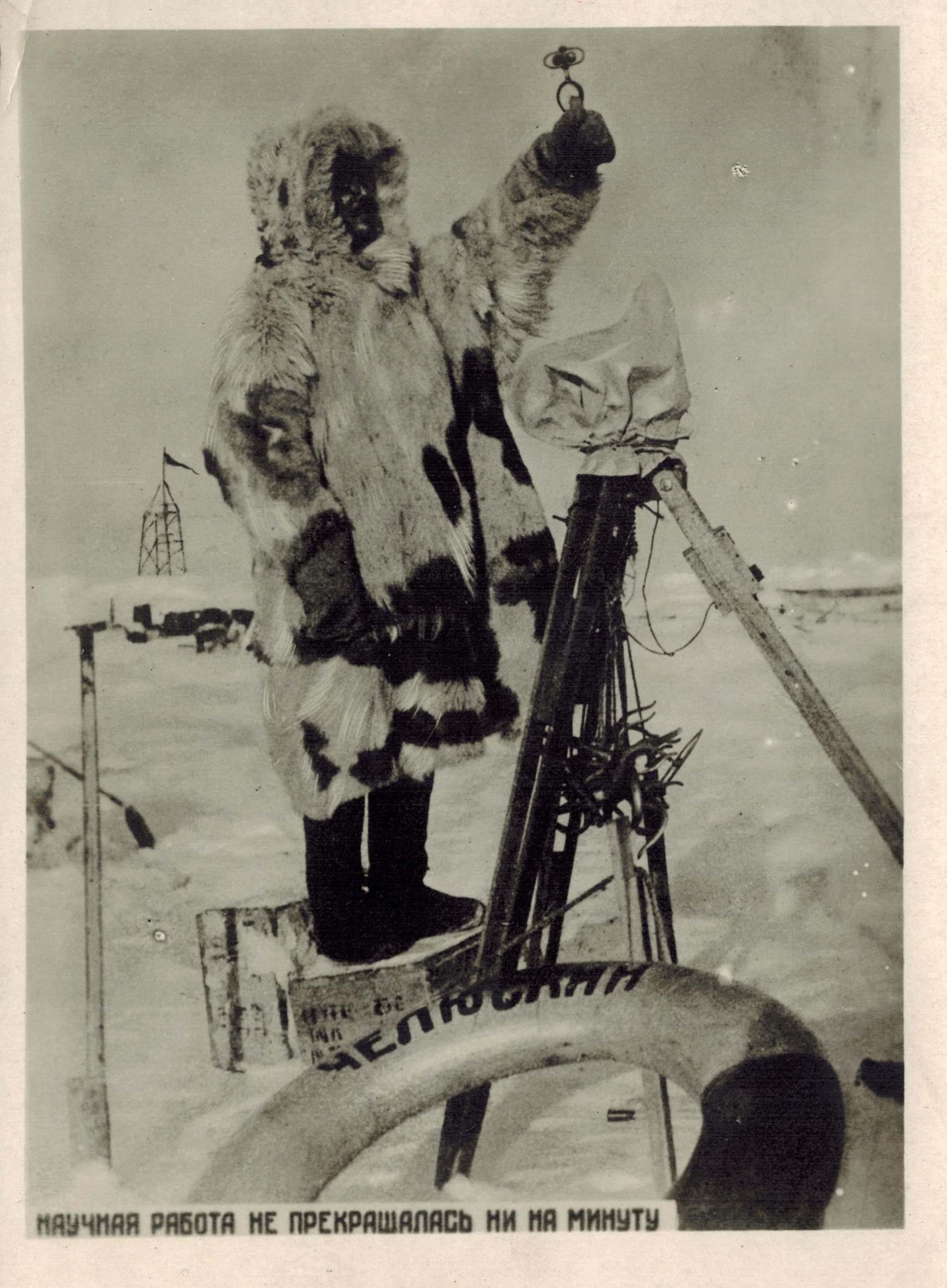
Научный работник с парохода "Челюскин" производит измерения при помощи анемометра Фусса.
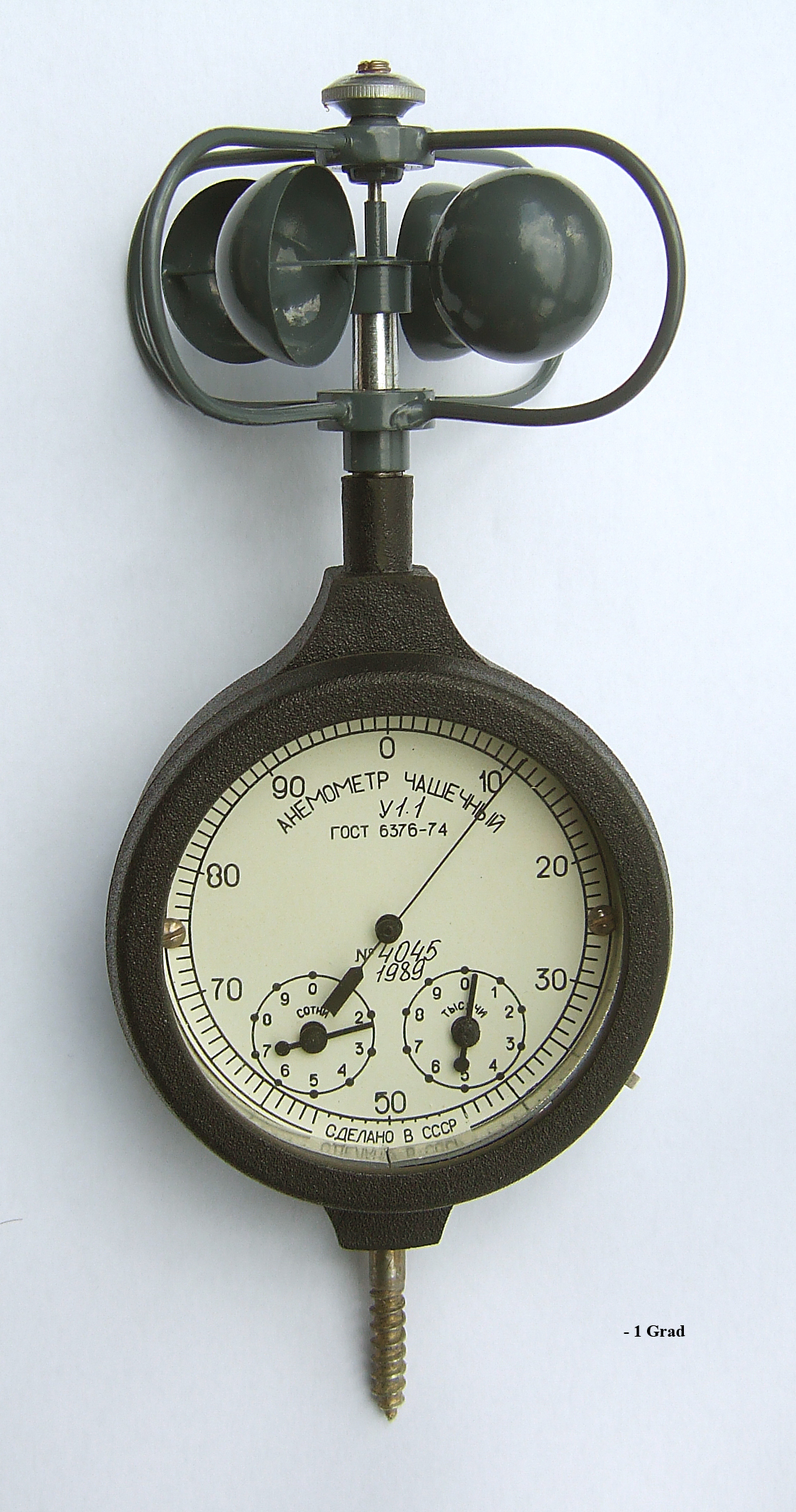
Анемометр Фусса, 1989 г.в.